# Ecce Cor Meum
Ecce Cor Meum (en español: He aquí mi corazón) es el cuarto álbum de música clásica del músico británico Paul McCartney, publicado por la compañía discográfica EMI Classics en septiembre de 2006.
El álbum, un oratorio formado por cuatro movimientos y producido y orquestado por John Fraser, incluye una letra que alterna el latín y el inglés, y la parte coral es interpretada por un coro de niños y adultos.

## Historia
El título está inspirado en una inscripción encima de una imagen de Jesucristo en la Iglesia de San Ignacio de Loyola de Nueva York. Dicha inscripción hace referencia a la devoción al Sagrado Corazón de Jesús, aunque posteriormente McCartney adoptó un significado más espiritual que religioso de la frase, e incluso usó la frase como lema de su escudo de armas.
La composición de Ecce Cor Meum tuvo lugar a lo largo de ocho años y su origen se encuentra en un encargo con el fin de componer música para el Magdalen College (Oxford) de la mano de Anthony Smith, antiguo presidente del colegio. Sin embargo, el proyecto fue retrasado tras la muerte de la mujer de Paul, Linda McCartney, y no pudo ser utilizado para la inauguración de un nuevo auditorio. No obstante, McCartney completó el proyecto gracias a la perseverancia de la escuela y del presidente de la Oxford University Music Society, y lo estrenó en el Sheldonian Theatre de Oxford en noviembre de 2001.
Su presentación en 2001 fue conducida por Bill Ives e interpretada por el coro del Magdalen College. McCartney expresó en el programa su esperanza para que «esta pieza lleve el nombre del Magdalen College a todas las partes del mundo y ayude a la gente de esta noble institución».

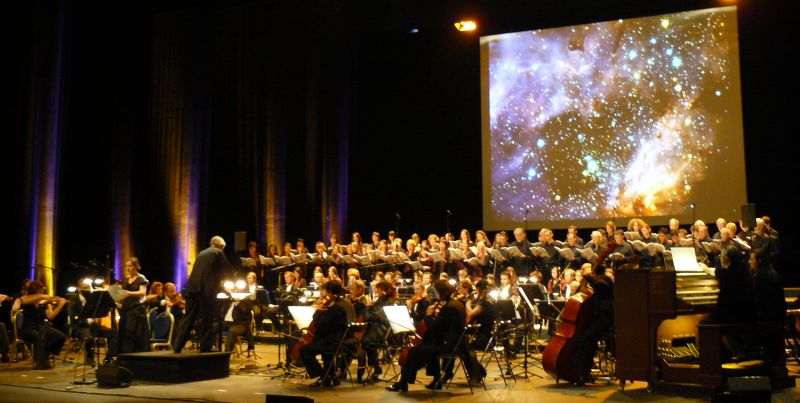
Presentación en el Royal Albert Hall.

Cinco años después, McCartney rescató el proyecto para grabarlo en el estudio. Producido por John Fraser, Ecce Cor Meum fue grabado en el transcurso de cinco días entre el 13 y el 17 de marzo de 2006, e interpretado por la soprano Kate Royal, el coro de Magdalen College, el coro de King's College y la Academy of Saint Martin in the Fields. 
Su estreno en Estados Unidos tuvo lugar el 14 de noviembre de 2006 en el Carnegie Hall de Nueva York. Instrumentado para coro y orquesta, la Orquesta de St. Luke's, bajo la dirección de Gavin Greenaway, se unió al Concert Chorale de Nueva York y al American Boychoir, con los sopranos Kate Royal y Andre Staples como solistas. El concierto fue retransmitido a través de WNYC-FM, New York Public Radio y por webcast a través de wnyc.org.
En Canadá, Ecce Cor Meum se estrenó un año después, el 27 de octubre de 2007, en el Metropolitan United Church de London (Ontario). Conducida por Robert Cooper, el oratorio fue interpertado por el Orpheus Choir de Toronto, el Chorus Niagara, London Pro Musica, el Amabile Treble Choir y la Orquesta de Londres.
El 3 de mayo de 2007, Ecce Cor Meum fue premiado como mejor disco en la gala de los Classical Brits celebrada en el Royal Albert Hall de Londres. El premio fue votado por los oyentes de Classic FM y los lectores de la revista homónima, compitiendo por el premio con Katherine Jenkins, Alfie Boe y Sting. A nivel comercial, y a diferencia de sus anteriores incursiones en la música clásica, Ecce Cor Meum obtuvo un mayor éxito y entró directamente en el puesto 2 de las listas de álbumes clásicos el 14 de octubre de 2006.

## Lista de canciones
Todas las canciones escritas y compuestas por Paul McCartney. 
| N.º | Título               | Duración |  |
| 1.  | «I- Spiritus»        | 12:00    |  |
| 2.  | «II- Gratia»         | 10:50    |  |
| 3.  | «Interludio Lamento» | 3:56     |  |
| 4.  | «III- Musica»        | 15:14    |  |
| 5.  | «IV- Ecce Cor Meum»  | 14:50    |  |

## Posición en listas
| País           | Lista                | Posición |
| -------------- | -------------------- | -------- |
| Estados Unidos | Top Classical Albums | 2        |
| Francia        | SNEP Albums Chart    | 90       |